# Novi Bešinci
Novi Bešinci is een plaats in de gemeente Kaptol in de Kroatische provincie Požega-Slavonië. De plaats telt 105 inwoners (2001).